# Aloysio Biondi
Aloysio Biondi (Caconde, 1936 — São Paulo, 21 de julho de 2000) foi um jornalista econômico brasileiro 
Atuou durante 44 anos de exercício profissional, nas principais redações da imprensa brasileira.
Nos anos anteriores ao seu falecimento (2000), aos 64 anos, destacou-se pelo trabalho na imprensa alternativa, com a qual colaborou durante toda a vida (com destaque para o período em que foi colaborador do jornal Opinião, na década de 1970).
Também é autor do livro O Brasil privatizado - Um balanço do desmonte do Estado, onde critica as privatizações feitas no governo Fernando Henrique Cardoso, alcançando a marca de mais de 125 mil exemplares vendidos.
Nascido em Caconde e criado em São José do Rio Pardo, no interior de São Paulo, Biondi começou sua carreira em 1956, na Folha da Manhã, que posteriormente daria origem à Folha de S. Paulo.
Trabalhou também na Gazeta Mercantil, Jornal do Commercio (RJ), Diário do Comércio e Indústria (DCI-SP), Correio da Manhã (RJ), Diário da Manhã (GO) e revistas Veja e Visão. No Diário da Manhã, em Goiânia, trabalhou junto a Washington Novaes em um dos mais interessantes e inovadores projetos do jornalismo brasileiro, ainda desconhecido. Foi vencedor de dois Prêmio Esso. Em 1967, pela revista Visão, e em 1970, pela Veja.
Conforme escreveu o também jornalista Jânio de Freitas, em artigo por ocasião da morte do colega "Biondi não frequentava ministérios, bancos, gabinetes estatais, rodas de grandes empresários. E, no entanto, jamais um jornalista soube de modo tão completo quanto ele, e duvido que algum dia outro venha a saber, o sentido real, os pormenores e as consequências das decisões econômicas e monetárias".